# 하뉴 나오타케
하뉴 나오타케(일본어: 羽生 直剛, 1979년 12월 22일 ~ )는 일본의 전 축구 선수이다.

## 구단 경력
그는 2002년부터 2017년까지 J리그의 제프 유나이티드 지바, FC 도쿄, 방포레 고후에서 활동하였다.

## 국가대표팀 경력
그는 2006년 AFC 아시안컵 예선에 참가할 일본 국가대표팀에 발탁되었으며, 8월 16일 예멘와의 경기에서 데뷔했다. 2007년 AFC 아시안컵, 2008년 동아시아 축구 선수권 대회에도 출전했다. 그는 2008년까지 국제 A매치 통산 17경기에 출전했다.

## 통계
| 일본 | 일본 | 일본 |
| 연도 | 출전 | 득점 |
| ---- | ---- | ---- |
| 2006 | 5    | 0    |
| 2007 | 7    | 0    |
| 2008 | 5    | 0    |
| 통산 | 17   | 0    |